# Западна велика грмуша
Западна велика грмуша (лат. Curruca hortensis) је типична грмуша из рода Curruca. Ова врста се јавља лети око Медитерана, кроз западну Европу и протеже се до северозападне Африке. Западна велика грмуша је миграторна врста, зимује у подсахарској Африци. Ретка је луталица у северној и северозападној Европи.

## Таксономија
Енглески назив се односи на митског музичара и певача Орфеја. Специфична епитет hortensis је латински израз за „врт“, од речи hortus, „башта“.
Постоје две признате подврсте:
- Curruca hortensis hortensis (Gmelin, 1789) - Југозападна и јужна Европа (Иберијско полуострво и јужна Француска од истока до јужне Швајцарске и Италије) и северозападна Африка (југозападни Мароко од истока до северозападне Либије); зимују у Западном Сахелу (јужна Мауританија и Сенегал од истока до Нигера и Чада)
- Curruca hortensis cyrenaicae (Svensson, 2012) - Северна Киренајка, у североисточној Либији; подручја зимовања није познато

Западна велика грмуша је вероватно најближе сродна арабијској грмуши (Curruca leucomelaena), као и мркој грмуши (Curruca lugens) и јеменској грмуши (Curruca buryi) које се понекад смештају у род Parisoma. Чини се да они заједно са групом грмуша чаврљанки чине посебну кладу типичних грмуша. Врсте које се тамо налазе на први поглед не делују много слично, али све имају истакнута бела грла, немају риђе мрље на крилима и обично имају тамне стране главе.

## Опис
Западна велика грмуша је15-16 цм дугачка, нешто веће од црнокапе грмуше – ово је једна од највећих врста типичних грмуша. Одрасли мужјаци имају једноставна сива леђа и беличасте доње делове тела. Кљун је дуг и шиљат, а ноге црне. Мужјак има тамно сиву главу, црну маску око очију и бело грло. Ирис је бео. Женке и незреле јединке имају блеђу главу и жућкасти доњи део тела; њихова сива леђа имају смеђкасту нијансу. Ирис је таман код младих птица. Песма је низ цвркутавих "liroo-liroo" нота.

## Понашање и екологија
Ове мале птице певачице налазе се у отвореним листопадним шумама. 4-6 јаја се полажу у гнездо у грму или дрвету. Као и већина грмуша, западна велика грмуша је инсектојед.